# 1882 en Bretagne
 Chronologie de la Bretagne
- 1878
- 1879
- 1880
- 1881
- 1882
- 1883
- 1884
- 1885
- 1886

Cette page recense des événements qui se sont produits durant l'année 1882 en Bretagne.

## Événements

### Juillet
- 24 juillet : mise en service de la gare de Belz - Ploemel.